# 和歌山県国際交流協会
公益財団法人和歌山県国際交流協会（わかやまけんこくさいこうりゅうきょうかい）英：Wakayama International Exchange Association　
英略名：WIXAS　は、和歌山県和歌山市にある公益財団法人。和歌山県内の各分野での国際交流活動、国際相互理解及び国際協力を促進するとともに、在住外国人への支援を推進することにより、言葉、民族、国境を越えて誰にでも開かれた地域社会づくりを図り、もって国際社会の平和と発展に寄与することを目的としている。

## 沿革
- 1990年11月15日財団法人和歌山県国際交流協会　設立
- 1991年4月23日和歌山県における地域国際化協会として認定（自治大臣）
- 1998年12月2日和歌山県国際交流センター開館（同センター管理運営を受託）
- 2006年4月1日和歌山県国際交流センターの指定管理者
- 2011年4月1日和歌山県国際交流センターの指定管理者（第2期）
- 2012年4月1日公益財団法人和歌山県国際交流協会として認定（和歌山県）
- 2016年4月1日和歌山県国際交流センターの指定管理者（第3期）
- 2019年4月1日和歌山県国際交流センターの指定管理者（第4期）
- 2022年4月1日和歌山県国際交流センターの指定管理者（第5期）

## 所在地
〒640-8319和歌山県和歌山市手平二丁目1番2号　県民交流プラザ和歌山ビッグ愛9階

## 開所時間
10：00～18：30（月・火・木・金・土・日）
※閉所期間　水曜日・祝日、国民の休日及び年末年始（12月29日-1月3日）

## 組織
- 理事会
- 評議員会
- 事務局長

理事長　樫畑直尚
就任年月日　2006年4月1日
歴代役員一覧
1. 仮谷志良（和歌山県知事）
2. 西口勇（和歌山県知事）
3. 木村良樹（和歌山県知事）

## 受付内容
外国の方からの生活相談や、県民の方からの国際交流や留学に関する相談などを受け付けている。（要予約）

## 相談方法
電話・面談・メール（問い合わせフォーム）※面談の場合は要予約

## 対応言語
- 日本語　月・火・木・金・土・日の午前10時-午後5時
- フィリピノ語　月・木・土の午前10時-午後4時
- 英語月・火・木・金・土・日の午前10時-午後5時
- 中国語月・木・土の午前10時～午後5時
- ベトナム語木・日の午前10時～午後4時

## 和歌山県国際交流センター
和歌山県国際交流センター (wak-kokusai.jp)
和歌山県国際交流センター（わかやまけんこくさいこうりゅうせんたー）　英：Wakayama International Exchange Center は、公益財団法人和歌山県国際交流協会が指定管理者として運営し、国際交流及び国際協力に関する活動の支援、国際交流等に関する情報の収集・発信、県内に在住または滞在する外国人に対する支援、在住外国人等への災害予防対策及び危機管理支援業務、海外移住者及び海外県人会に対する支援業務等を行っている。